# Palopetäjävaara
Palopetäjävaara är en kulle i Finland.   Den ligger i den ekonomiska regionen  Fjäll-Lappland  och landskapet Lappland, i den norra delen av landet, 800 km norr om huvudstaden Helsingfors. Toppen på Palopetäjävaara är 221 meter över havet.
Terrängen runt Palopetäjävaara är huvudsakligen platt. Trakten runt Palopetäjävaara är nära nog obefolkad, med mindre än två invånare per kvadratkilometer.